# Wilhelm von Eberhardt
Friedrich Wilhelm Magnus von Eberhardt (* 11. August 1791 in Glatz, Grafschaft Glatz; † 31. Oktober 1867 auf Pförten, Landkreis Sorau) war ein preußischer Generalleutnant.

## Leben

### Herkunft
Die Familie von Eberhardt entstammt einem alten Geschlecht aus der Oberlausitz und hier der Linie Küpper. Seine Eltern waren der preußische Major Friedrich Wilhelm von Eberhardt (1755–1806) und dessen Ehefrau Friederike Wilhelmine, geborene Büttner (1763–1838). Sein Vater fiel als Kommandeur des Infanterieregiments Nr. 47 in der Schlacht bei Jena.

### Militärkarriere
Eberhardt kam 1802 als Kadett nach Stolp und wurde am 6. Juni 1803 als Gefreitenkorporal im Infanterieregiment Nr. 50 der Preußischen Armee überwiesen. Er wurde am 20. Juni 1805 Portepeefähnrich und am 20. März 1806 Fähnrich. Im Vierten Koalitionskrieg konnte er sich in der Schlacht bei Jena besonders auszeichnen, nahm dann noch am Gefecht bei Nordhausen teil, bevor er bei der Kapitulation von Magdeburg in Kriegsgefangenschaft ging.
Nach dem Krieg wurde er am 12. April 1808 zum III. Bataillon des Infanterie-Regiments Nr. 47 versetzt. Am 17. März 1809 wurde er Sekondeleutnant im Leib-Infanterie-Regiment mit Patent vom 25. März 1805. Zudem erhielt Eberhardt am 19. Mai 1809 den Orden Pour le Mérite für Jena. Von März 1810 bis Juni 1813 wurde er dann als Adjutant eingesetzt. Im Feldzug von 1812 kämpfte er in den Gefechten bei Eckau, Wollgund, Tomoscna und Mesothen. Am 21. Juni 1813 wurde er als Premierleutnant in das 2. Garde-Regiment zu Fuß versetzt. Während der Befreiungskriege kämpfte er in den Schlachten bei Bautzen und Dresden. In der Völkerschlacht bei Leipzig wurde sein linkes Bein zerschmettert. Zuvor kämpfte Eberhardt noch in den Gefechten bei Lindau sowie Weißig-Königswartha, wo er das Eiserne Kreuz II. Klasse erhielt, außerdem bei einem Vorpostengefecht bei Obergraupen in Böhmen.
Am 23. November 1813 wurde er in das Kadettenkorps nach Potsdam versetzt und am 29. November 1814 zum Stabshauptmann befördert. Am 8. Juni 1815 beförderte man ihn zum Hauptmann sowie am 18. Februar 1822 zum Major. Ferner erhielt er am 14. Juli 1825 das Dienstkreuz. Am 3. November 1826 wurde er zum Direktor der Kadettenanstalt ernannt. Am 18. Januar 1833 erhielt er für seine Leistungen den Roten Adlerorden IV. Klasse. Am 1. Juni 1836 wurde er Kommandeur der Kadettenanstalt. Am 30. März 1838 wurde er Oberstleutnant mit Patent zum 1. April 1838, am 30. März 1840 Oberst mit Patent zum 1. April 1840 und am 18. Juni 1846 Generalmajor. Dazu erhielt er am 16. Juli 1846 300 Taler geschenkt. Am 4. April 1850 bekam Eberhardt unter Verleihung des Charakters als Generalleutnant mit Pension seinen Abschied. Noch am 19. Mai 1859 bekam er den Stern zum Roten Adlerorden II. Klasse mit Eichenlaub. Er starb am 31. Oktober 1867 auf Pförten (Kreis Sorau). In Potsdam wurde er Mitglied der Freimaurerloge Teutonia zur Weisheit.

### Familie
Eberhardt heiratete am 13. September 1815 auf Wissulke (Kreis Deutsch-Krone) Henriette Karoline Wilhelmine Plümick(e) (1792–1880). Das Paar hatte folgende Kinder:
- Wilhelmine (1816–1885) ⚭ Otto Erhard von Unruh (1798–1844), preußischer Hauptmann im 1. Garde-Regiment zu Fuß, Platzmajor in Potsdam, Eltern von Generalleutnant Karl von Unruh (1843–1912)[1]
- Friedrich Wilhelm Magnus (*/† 1818)
- Heinrich (1821–1899), preußischer Generalleutnant ⚭ Clara Henriette von Reuß (1829–1911)
- Karl (1822–1833)
- Elisabeth (1823–1916), Stiftsdame in Cappeln in Lippe
- Friederike (1825–1905) ⚭ Fritz von Unger (1817–1893), Leutnant vom Leib-Garde-Husaren-Regiment, Landstallmeister, Eltern von General Wolfgang von Unger
- Helene (1826–1911) ⚭ 1849 August Kaufmann, Pastor
- Friedrich Wilhelm (*/† 1828)
- Adelheid (1830–1904) ⚭ Freiherr Hugo von Blomberg, Dichter[2]

## Genealogie
- Gothaisches Genealogisches Taschenbuch der Adeligen Häuser. Alter Adel und Briefadel. 1920. Vierzehnter Jahrgang, Justus Perthes, Gotha 1919, S. 195 ff. Siehe: FamilySearch (Kostenfrei).
- Gothaisches Genealogisches Taschenbuch der Adeligen Häuser. Teil B (Briefadel). Zugleich Adelsmatrikel. 1932. Vierundzwanzigster Jahrgang, Justus Perthes, Gotha 1931, S. 112 f. Siehe: FamilySearch (Kostenfrei).
- Gothaisches Genealogisches Taschenbuch der Adeligen Häuser. Zugleich Adelsmatrikel der D.A.G. Teil B (Briefadel). 1941. Dreinddreißigster Jahrgang, Justus Perthes, Gotha 1940, S. 139 f. Siehe: FamilySearch (Kostenfrei).